# Brenda Agard
Brenda Patricia Agard (20 de agosto de 1961-29 de octubre de 2012) fue una fotógrafa y poeta británica de raza negra activa en la década de 1980. Participó en algunas de las primeras exposiciones de arte organizadas por artistas negros del Reino Unido. La obra de Agard se centró en la creación de imágenes asertivas centradas en la resiliencia de la mujer negra.

## Trayectoria
Agard participó en varias exposiciones colectivas en el floreciente movimiento   BLK Art Group en Londres en la década de 1980. Un primer ejemplo fue Mirror Reflecting Darkly, una exposición colectiva en la Brixton Art Gallery organizada por once mujeres negras, en 1985. El objetivo declarado de la exposición era mostrar la diversidad dentro del concepto de mujer negra y desafiar los estereotipos.Ese mismo año Agard participó en la exposición comisariada porLubaina Himid,The Thin Black Line (La delgada línea negra), en el Instituto de Arte Contemporáneo de Londres, quien escribió en el prólogo del catálogo de la exposición: "Somos once de los cientos de mujeres negras creativas en Gran Bretaña". Estamos aquí para quedarnos." 
También fue miembro de "The Black Photographers Group", un proyecto organizado por el artista y cofundador de BLK Art Group, Eddie Chambers, cuyo objetivo era insertar fotografías de artistas negros en los principales espacios de arte y fotografía en Gran Bretaña". Otros miembro del grupo además de Chambers y Agard eran: David A. Bailey, Marc Boothe, Godfrey Brown, Dave Lewis, Ingrid Pollard y Suzanne Roden.
En 2011, la Tate Britain mostró una retrospectiva de las exposiciones comisariadas por Himid en la década de 1980.En esta muestra la fotografía de Agard estuvo representada  en dos de las tres exposiciones a las que se hacía referencia:The Thin Black Line y Black Woman Time Now.

## Escritos
Agard fue miembro fundador de Polareyes: A Journal by and about Black Women Working in Photography. La publicación se lanzó en 1987 con un grupo editorial que incluía a Brenda Agard, Similola Coker, Mumtaz Karimjee, Jenny McKenzie, Lesley Mitchell, Amina Patel, Samena Rana, Molly Shinhat y Maxine Walker. El número inaugural incluía un ensayo de Agard titulado "Fotografía: una extensión de" en el que describía sus intenciones como fotógrafa.
Agard  fue también dramaturga y poeta, y, según la académica Maggie Humm, "su vocabulario procedía principalmente del inglés negro y el dialecto caribeño" y contribuyó a "establecer algunas características importantes de la escritura feminista negra".
Cuatro poemas de Agard: "Nobody", "Business Partners", "Nothing Said" y "Black Truth", están recopilados en la antología Watchers and Seekers: Creative Writing by Black Women, editada por Rhonda Cobham y Merle Collins.

## Exposiciones y colecciones
- Black Woman Time Now, exposición colectiva de 15 artistas, Battersea Arts Centre, Londres, del 30 noviembre al 31 de diciembre de 1983; comisariada por Lubaina Himid.[12]
- The Selectors' Show, Camerawork, Londres,1984. Agard y Mitra Tabrizian.[13]
- Mirror Reflecting Darkly, Brixton Art Gallery, Londres, del 18 junio al 6 de julio de 1985.[14]
- The Thin Black Line, Institute of Contemporary Arts, Londres, del 15 de noviembre de 1985 al 26 de enero de 1986; comisariada por Lubaina Himid."[14][15]
- Some of Us Are Brave All of Us Are Strong,The Black-Art Gallery, Londres, del 13 de febrero al15 de  marzo de1986.[14]
- UnRecorded Truths, The Elbow Roomdel 16 de abril al 16 de mayo de 1986.[14]
- Testimony: Three Blackwomen Photographers: Brenda Agard, Ingrid Pollard, Maud Sulter, Camerawork Londres y The Pavilion Leeds; comisariada por Maud Sulter.[16]
- Influences: the Art of Sokari Douglas Camp, Keith Piper, Lubaina Himid, Simone Alexander, Joseph Olubo, Brenda Agard, South London Gallery, 9-29 de septiembre de1988.[12]
- Spectrum Women's Festival Open Exhibition, South London Gallery, 1988. Agard y Zarina Bhimji, Pratibha Parman y Suzanne Roden, pág. 32, catálogo.[13]
- Agard performed as part of Donald Rodney's show Cataract, Camerawork Londres, 1991.[17]
- La obra de Agard Portrait of Our Time se encuentra en la colección de Museums Sheffield como parte de  la obra de Marlene Smith, Art History, 1987.[18]
- Entrevista con Agard, en 1995,  para la película Three Songs on Pain Light and Time, acerca de la vida y obra del artista Donald Rodney, parte del vídeo de Black Arts Video Project de la serie de the Black Audio Film Collective.[19]

## Legado
A diferencia de varios artistas contemporáneos como Maud Sulter y Donald Rodney, quienes han sido reconocidos en retrospectivas por museos y galerías, Agard "permanece trágicamente relegada a la oscuridad a pesar de haber creado una obra vanguardista", en palabras del historiador de arte Celeste-Marie Bernier.